# Archidona

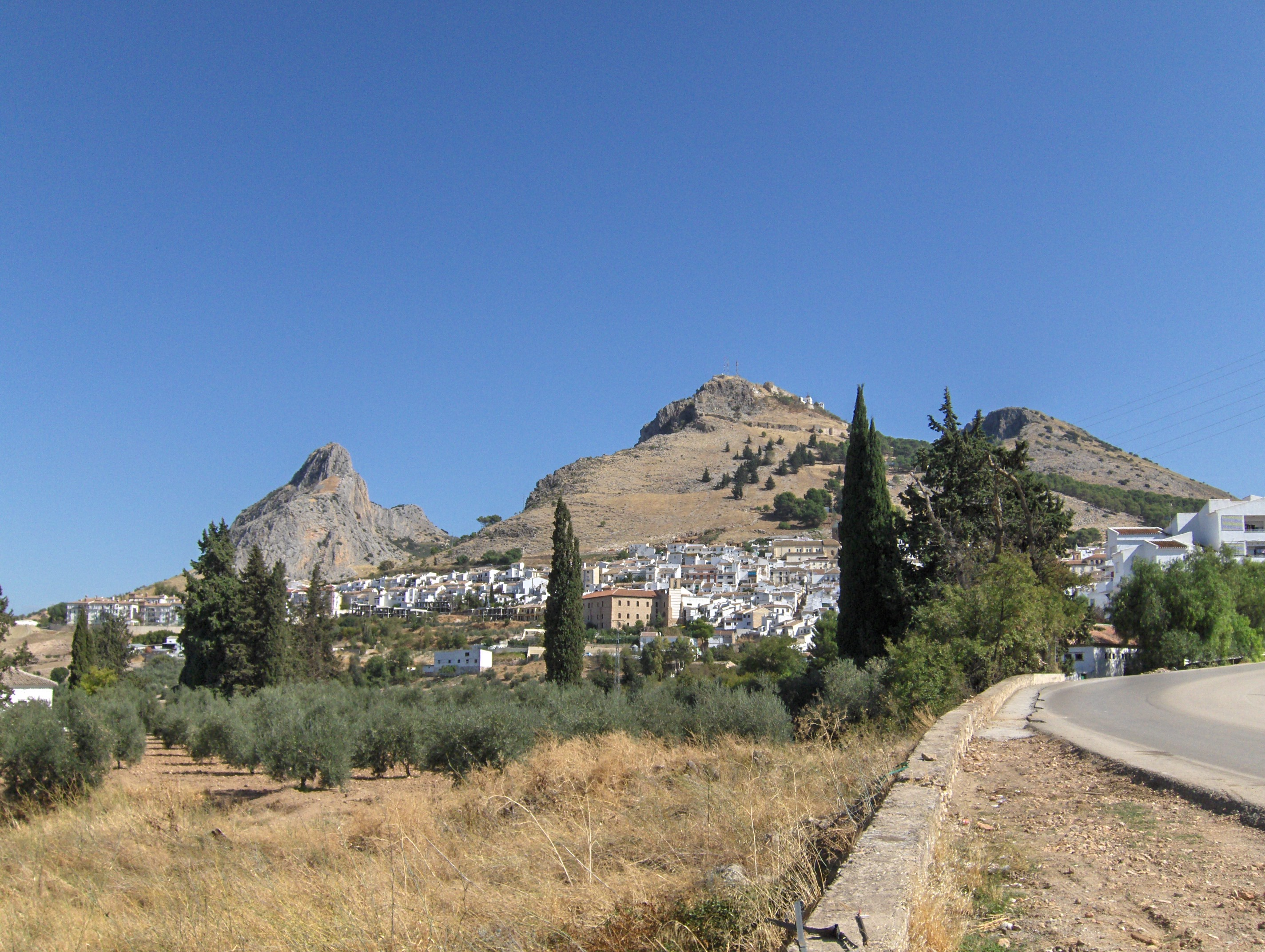
Quang cảnh Archidona.

Archidona là một đô thị trong tỉnh Málaga, cộng đồng tự trị Andalusia Tây Ban Nha. Đô thị này có diện tích là 185,59 ki-lô-mét vuông, dân số năm 2009 là 8.858 người với mật độ 47,73 người/km². Đô thị này có cự ly 52 km so với tỉnh lỵ Málaga.